# Dwór w Czepurce
Dwór w Czepurce – zabytkowy dwór w Czepurce w powiecie częstochowskim. Wpisany do rejestru zabytków byłego woj. częstochowskiego pod numerem A/469/89 z datą z 27 grudnia 1989 (nr rej. A/129/10 z 27 listopada 2020 – woj. śląskie).

## Historia
Dwór Czepurka pochodzi z drugiej poł. XIX w. Osada Czepurka (dzisiejszy zespół dworsko-ogrodowy) należała wówczas do poety Zygmunta Krasińskiego. Następnie dobra Janów w skład, których wchodziła również Czepurka, przeszły w ręce Raczyńskich. W latach 30. XX wieku od Karola hr. Raczyńskiego nabył majątek Mieczysław Kurpiowski (ówczesny zarządca dóbr Złoty Potok). Do 2011 roku dwór pozostawał w rękach jego potomków. Następnie nowy właściciel planował przywrócić posiadłości dawny wygląd.

## Architektura
Dwór zbudowany jest na planie prostokąta, murowany z cegły i kamienia wapiennego, podpiwniczony. Od zachodu znajduje się portyk arkadowy wsparty dwoma kolumnami i z trójkątnym szczytem o falistej linii oddzielony profilowanym gzymsem. Od południa niższa, prostokątna przybudówka wsparta w narożnikach dwoma przyporami, zwieńczona jest trójkątnym szczytem o falistej linii z owalnym okienkiem. Pod całym budynkiem znajduje się jednokomorowa sklepiona piwnica z ceglaną posadzką.
Wokół dworu rozciąga się piękny i okazały teren o powierzchni ponad 8 ha. W skład posiadłości wchodzi: zieleń ogrodowa, parkowa, leśna, łąki oraz staw zasilany wodą ze źródła. Z zabudowań podworskich pozostały jeszcze fragmenty stodoły, owczarni oraz spichlerza.

## Galeria

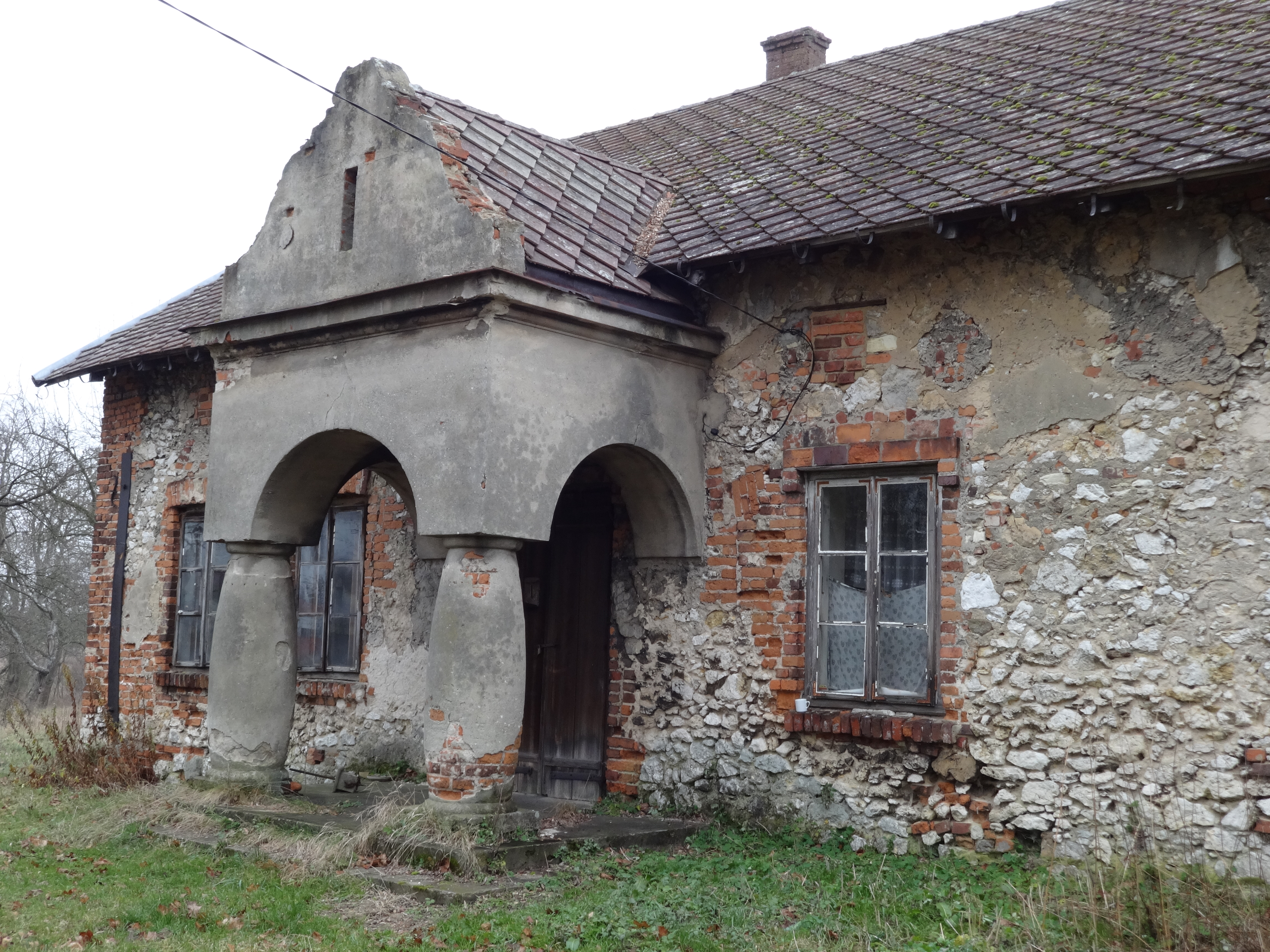
Arkadowy portyk
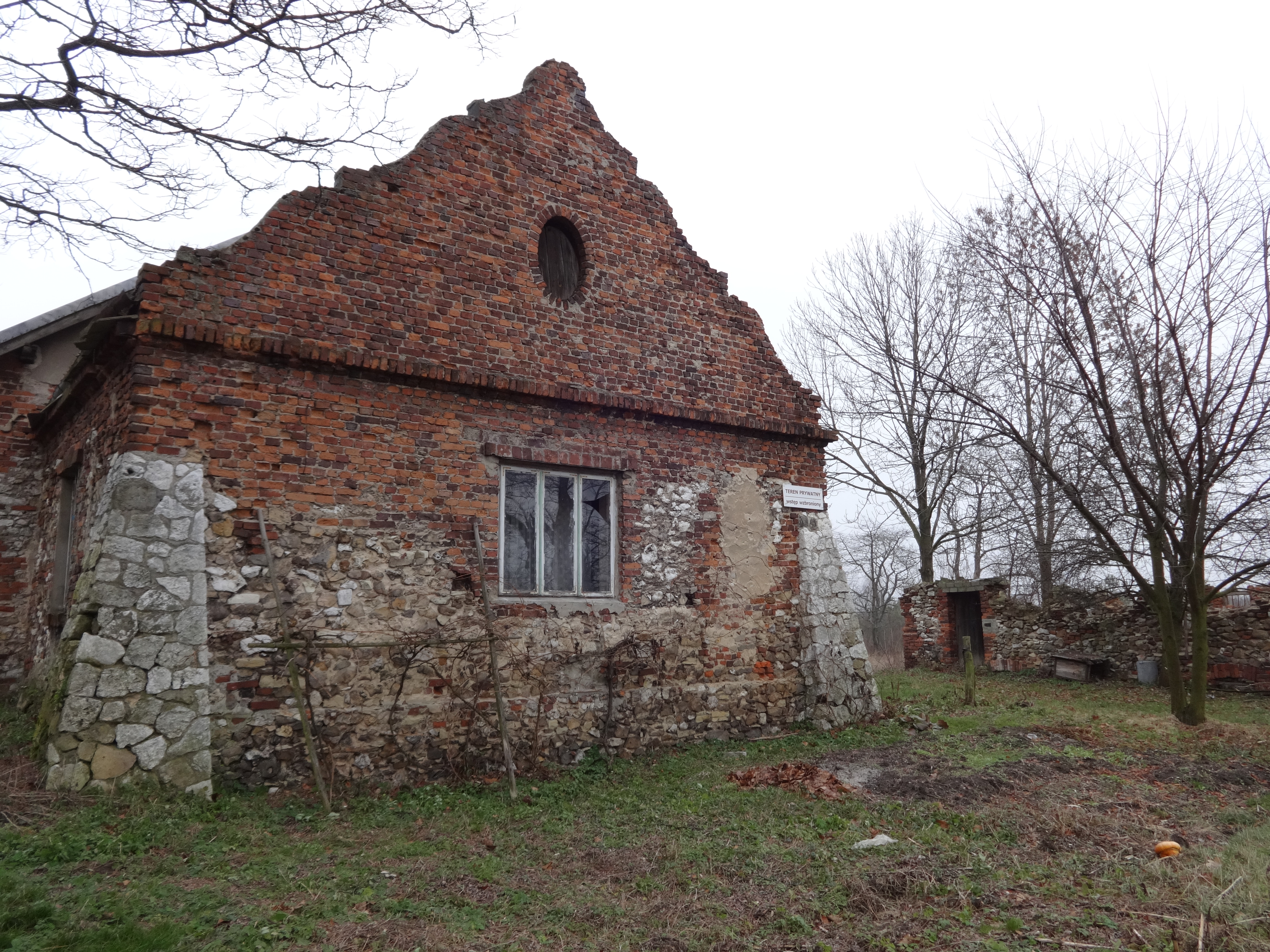
Ściana południowa z trójkątnym szczytem o falistej linii